# أدولف لو
أدولف لو هو سياسي إسباني وألماني وفرنسي، ولد في 21 يوليو 1915 في كوتبوس في ألمانيا، وتوفي في 11 نوفمبر 2012 في ستراسبورغ في فرنسا.